# Bystus globosus
Bystus globosus là một loài bọ cánh cứng trong họ Endomychidae. Loài này được Gorham miêu tả khoa học năm 1898.